# Hoback
Hoback è un census-designated place degli Stati Uniti d'America, situato nella Contea di Teton nello stato del Wyoming. Nel censimento del 2000 la popolazione era di 1 453 abitanti.

## Geografia fisica
Secondo i rilevamenti dell'United States Census Bureau, la località di Hoback si estende su una superficie di 462,9 km², dei quali 459,4 km² sono occupati da terre, mentre 3,5 km² sono occupati da acque.

## Popolazione
Secondo il censimento del 2000, a Hoback vivevano 1 453 persone, ed erano presenti 386 gruppi familiari. La densità di popolazione era di 3,2 ab./km². Nel territorio comunale si trovavano 678 unità edificate. Per quanto riguarda la composizione etnica degli abitanti, il 96,77% era bianco, lo 0,62% nativo, lo 0,41% proveniva dall'Asia, lo 0,83% apparteneva ad altre razze e l'1,38% a due o più. La popolazione di ogni razza ispanica corrispondeva al 2,62% degli abitanti.
Per quanto riguarda la suddivisione della popolazione in fasce d'età, il 22,9% era al di sotto dei 18, il 6,3% fra i 18 e i 24, il 35,6% fra i 25 e i 44, il 29,4% fra i 45 e i 64, mentre infine il 5,8% era al di sopra dei 65 anni di età. L'età media della popolazione era di 39 anni. Per ogni 100 donne residenti vivevano 117,5 uomini.